# باولو غراسا
باولو غراسا (بالبرتغالية: Paulo Graça‏) هو لاعب كرة قدم برتغالي في مركز حراسة المرمى، ولد في 13 سبتمبر 1978 في لشبونة في البرتغال. لعب مع ريال سبورت كلوب.

## وصلات خارجية
- باولو غراسا على موقع الاتحاد الدولي (مؤرشف)  (الإنجليزية)
- باولو غراسا على موقع قاعدة بيانات كرة القدم.إي يو (الإنجليزية)